# Verkiezingen voor het Europees Parlement 2014/Kandidatenlijst/Open Vld
Dit is de kandidatenlijst van de Belgische Open Vlaamse Liberalen en Democraten voor de Europese verkiezingen van 2014. De verkozenen staan vetgedrukt.

## Effectieven
1. Guy Verhofstadt
2. Annemie Neyts
3. Karlos Callens
4. Eva De Bleeker
5. Georges Lenssen
6. Brieuc Van Damme
7. Katrien Brosens
8. Stijn Vandersmissen
9. Martine Mertens
10. Jacinta De Roeck
11. Greet Geypen
12. Karel De Gucht

## Opvolgers
1. Philippe De Backer
2. Hilde Vautmans
3. Lieve Wierinck
4. Moniek Gheysens
5. Bram Vanderborght
6. Pedro Brugada Terradellas
7. Jan Terlouw